# Amazarashi
amazarashi (雨曝し (あまざらし)  lit. expuesto a la lluvia?) es una banda de rock de Japón, afiliada a Sony Music Entertainment Japan. Se formó en la Prefectura de Aomori. El nombre según la banda es "Si comparamos la tristeza y el sufrimiento de la vida cotidiana a la lluvia, queremos cantar donde “aún” está lloviendo".
También son conocidos por sus vídeos musicales con animación CG, por los que han ganado una variedad de premios en todo el mundo. En 2010, su vídeo musical "Esperando el verano" (夏を待っていました Natsu wo matte imashita?) ganó el Premio a la Excelencia en el 14º Festival de Artes de Medios de Japón.

## Miembros
- Akita Hiromu (秋田ひろむ Akita Hiromu)

Vocalista y guitarrista en el cargo. Su nombre real es 秋田弘 Akita Hiromu (mantiene la misma lectura) Es originario de la Prefectura de Aomori, en el distrito kamikita ubicado en la ciudad de Yokohama Su debut fue realizado mientras vivía y trabajaba en Mutsu desde 2014 es residente de la ciudad de Aomori.
La razón por la que se inició en la música fue porque su hermana mayor admiraba a TM Network, a quienes escuchaba mientras él estaba en 6° grado de primaria; entonces, compró un teclado y empezó la copia de la banda The Blue Hearts.
Fue Influenciado por los artistas Mashima Masatoshi, Kazuki Tomokawa; y los escritores Shuji terayama y Osamu dazai. Es un fan de la época en la que el cantautor takehara pistoru (竹原ピストル) actuaba en el dúo de música folk Yakozen (野狐禅). Además ha profesado escuchar también a artistas activos en el género hip-hop tales como: Tha Blue Herb, Rhymester , Kobayashi, katsuyuki , SHINGO☆nishinari y oni (鬼) En 2011 contribuyó con un mensaje por la película documental “Living Behavior 不可思議/wonderboy 人生の記録”(Living Behavior fukashigi/wonderboy jinsei no kiroku "viviendo el comportamiento de fukashigi/wonderboy, registro de vida") acerca del fallecido rapero 不可思議/wonderboy (fukashigi/wonderboy).
- Toyokawa Manami (豊川真奈美 toyokawa minami)

Teclado.

### Apoyo
En vivo, se componen principalmente con 5 miembros añadiendo la guitarra, Bajo y Batería. A continuación se describen los miembros de apoyo.
- Dewa Yoshiaki (出羽良彰 Dewa Yoshiaki)

Guitarrista, programador musical, productor de sonido maestro de banda y apoyo de guitarra en actuaciones en vivo.
- Nakamura Takefumi (中村武文 Nakamura Takefumi)

Bajista.
- Hashiyada Makoto (橋谷田真 Hashiyada Makoto)

Baterista.
- Yamamoto Kenta (山本健太 Yamamoto Kenta)

Teclado. Dio apoyo al grupo durante la suspensión de las actividades de Toyokawa.

### Miembros de apoyo durante Senbun no Ichiya Monogatari Starlight
- Kimura Masayuki (木村将之 Kimura Masayuki)

Contrabajista.
- Suma wasei (須磨和声 Suma Wasei)

Violín..
- Yano Sayuri (矢野小百合 Yano Sayuri)

Violín.
- Suhara Anzu (須原杏 Suhara Anzu)

El violín de apoyo.
- Murata Yasuko (村田泰子 Murata Yasuko)

Viola.
- Koshikawa Kazune (越川和音 Koshikawa Kazune)

Violonchelo.

## Historia

### Inicio STAR ISSUE y あまざらし
En enero de 2007 se creó el grupo como STAR ISSUE, el significado de ese nombre según la bandaː

“Las canciones como la luz de la esperanza, queremos transmitirla periódicamente como las revistas y los periódicos.”
El 26 de mayo, fue galardonado con el premio Roland en el evento en vivo de bandas de aficionados que se realizó en la prefectura de Aomori el “グルコン Vol.17 青森 〜Joker Style Summit〜”. Después de esto el nombre de la banda fue cambiado a amazarashi (あまざらし?).

En 2008 cuando Yukihide Hirata de Rainbow Entertainment de A&R visitó a las estaciones de radio FM en la prefectura de Aomori para la campaña de unos artistas, escuchó música en la esquina que era el sonido de la banda independiente local あまざらし en su debutː 

“Me fui inmediatamente a contratarlos, sorprendido, por su presencia abrumadora“ Yukihide Hirata (平田幸秀?).
Akita, el vocalista, prefirió no mostrarse públicamente, porque no era muy bueno interactuando con la gente en ese momento, de esa forma, además, atraía la atención de las personas principalmente a sus letras. La carátula del CD se diseñó en torno a esta idea, con un poemario incluido en el paquete. La promoción del CD se centró principalmente en Internet.
El 18 de febrero de 2009 fue lanzado como debut el álbum indie “luz, reconsideración” (光、再考 hikari, saikō?) de manera limitada en las tiendas de CD de Aomori. El 24 de junio fue lanzado el disco “contraataque” (反撃 hangeki?) inspirado en la película 蟹工船 kanikōsen, que contenía la canción 闇の中 〜ゆきてかへらぬ〜 “yami no naka 〜 yuki teka heranu 〜”. El 9 de diciembre, el miniálbum “0.” fue lanzado de forma limitada para su venta solo en las tiendas CD de música de la prefectura de Aomori, desde este trabajo, YKBX y Masaki Yokochi trabajan como directores de diseño. Un personaje con el diseño de un Teru teru bōzu llamado “amazarashi-kun” (el mismo nombre de la banda) fue adoptado como mascota de la banda.

### 2010 - 2011 Sennen Kōfukuron (千年幸福論)
El 10 de febrero de 2010 se cambió el nombre de la banda a su correspondiente romanización del nombre en hiragana, pasando a ser de あまざらし a amazarashi, y fue relanzado el álbum “0.” con el nombre “0.6” pero esta vez a nivel nacional y con una canción adicional.
El 29 de febrero se anunció su cambio a Sony Music Entertainment Japan y como debut con esta, se lanzó el EP “Como hacer una bomba” (爆弾の作り方 bakudan no tsukurikata?).
El 24 de noviembre, fue lanzado el segundo EP “Epopeya de una habitación” (ワンルーム叙事詩 Wan Rūmu Jojishi?, One Room Jojishi).
El 8 de enero de 2011 se anunció que la canción anomie sería designada como tema principal de la serie de TBS Heaven's Flower The Legend of Arcana (protagonizada por Kawashima Umika)
El 16 de marzo, fue publicado el tercer EP "Anomia" (アノミー anomī?) que contenía la misma canción.
El 19 de enero fue lanzado el álbum recopilatorio "36.5 °C", para el cual fue grabada la canción “Sin título” (無題 mudai?).
El 17 de junio se llevó a cabo en Shibuya WWW la primera presentación en vivo “amazarashi 1st LIVE「この街で生きている」" amazarashi 1st LIVE “Kono machi de Ikiteiru”. En el concierto, por la intención de Akita de transmitir mejor el mensaje de la música, se proyectaron imágenes desde la parte posterior del teatro a una cortina en el escenario, además, con esto, los artistas no se podían ver; desde entonces este mismo estilo ha sido realizado en todas las presentaciones.
El 16 de noviembre, fue liberado el primer álbum de larga duración Sen nen kōfukuron (千年幸福論?), que consistía solamente en nuevas canciones.

### 2012 Love Song (ラブソング)
El 28 de enero de 2012, se celebró el one man live "amazarashi LIVE「千年幸福論」" en la Sala Pública de Shibuya.
Al cumplirse un año del gran terremoto de Japón, el 11 de febrero de 2012, se publicó en la página oficial, la letra y música de la canción "Oración" (祈り inori?, extra) extra2, la cual había sido publicada el 16 de febrero de 2011 (días después del desastre).
Se anunció el 16 de febrero su primera gira por 3 ciudades desde el 30 de junio hasta el 8 de julio "amazarashi LIVE TOUR 2012「ごめんなさい ちゃんといえるかな」".
Se lanzó el cuarto EP "Love Song" (ラブソング Rabu Songu?, Canción de amor) el 13 de junio.
El 14 de noviembre, se puso en servicio en la web móvil oficial de "APOLOGIES", en la cual, se estableció el blog oficial del mismo Akita.
el 28 de noviembre, salió a la venta el primer trabajo en vídeo donde contiene las actuaciones en vivo de "amazarashi LIVE TOUR 2012「ごめんなさい ちゃんといえるかな」" que se realizaron en el Zepp DiverCity en DVD.
El 30 de noviembre se llevó a cabo, por segunda vez, en Sala Pública de Shibuya el one man live "amazarashi LIVE「0.7」", para la que se empleó un sistema de sonido envolvente que se instaló en la parte trasera.
Se comenzó a publicar desde el 3 de diciembre en el sitio web de cultura Kata yabu riwina (型破リヰナ?) una columna de akita, Gēmu, saikō ("ゲーム、再考"?  Juego, reconsideración).

### 2013 Nē Mama Anata no Iutōri (ねえママ あなたの言うとおり)
El 10 de abril fue lanzado el quinto EP titulado Nē Mama Anata no Iutōri (ねえママ あなたの言うとおり?) con 7 canciones, la canción "Juvenile" (ジュブナイル?) se publicó como sencillo, en preventa en iTunes Store y Recochoku
Del 31 de mayo al 9 de junio, se realizó la gira titulada "amazarashi TOUR 2013: Nē Mama Anata no Iutōri".
El 16 de agosto participaron en el "RISING SUN ROCK FESTIVAL 2013 in EZO", su primera participación en un festival desde el cambio de nombre de la banda.
El 28 de agosto, fue publicado el sencillo de Mika Nakashima "Boku ga Shinō to Omotta no wa" (僕が死のうと思ったのは?  La razón por la que pensé que moriría), la primera colaboración de la banda, la misma Nakajima propuso a Akita la colaboración, Akita había compuesto la canción titular del sencillo hace unos años, unas de sus canciones más apreciadas y también compuso la canción acompañante "Today".
El 30 de septiembre, la banda se presentó en LIQUIDROOM ebisu, junto con el líder de Ling Tosite Sigure, Tōru Kitajima.
El 20 de noviembre la banda lanzó su sexto EP, titulado Anta e (あんたへ, Para ti).